# Intermezzo pentru o dragoste eternă
Intermezzo pentru o dragoste eternă este un film românesc din 1974 regizat de Ion Popescu Gopo.